# 新宮ダム
新宮ダム（しんぐうダム）は、愛媛県四国中央市、一級河川・吉野川水系銅山川の最下流部に建設されたダムである。
独立行政法人水資源機構（旧水資源開発公団）が管理する多目的ダムであり、高さ42.0メートルの重力式コンクリートダムである。富郷ダム・柳瀬ダムと共に銅山川三ダムの一つとして銅山川及び吉野川中下流部の治水、宇摩地域へのかんがいと川之江・伊予三島地域の工業地帯に工業用水を供給、さらに水力発電を行う目的を有している。ダムによって形成された人造湖は、まだ名称がない。

## 沿革

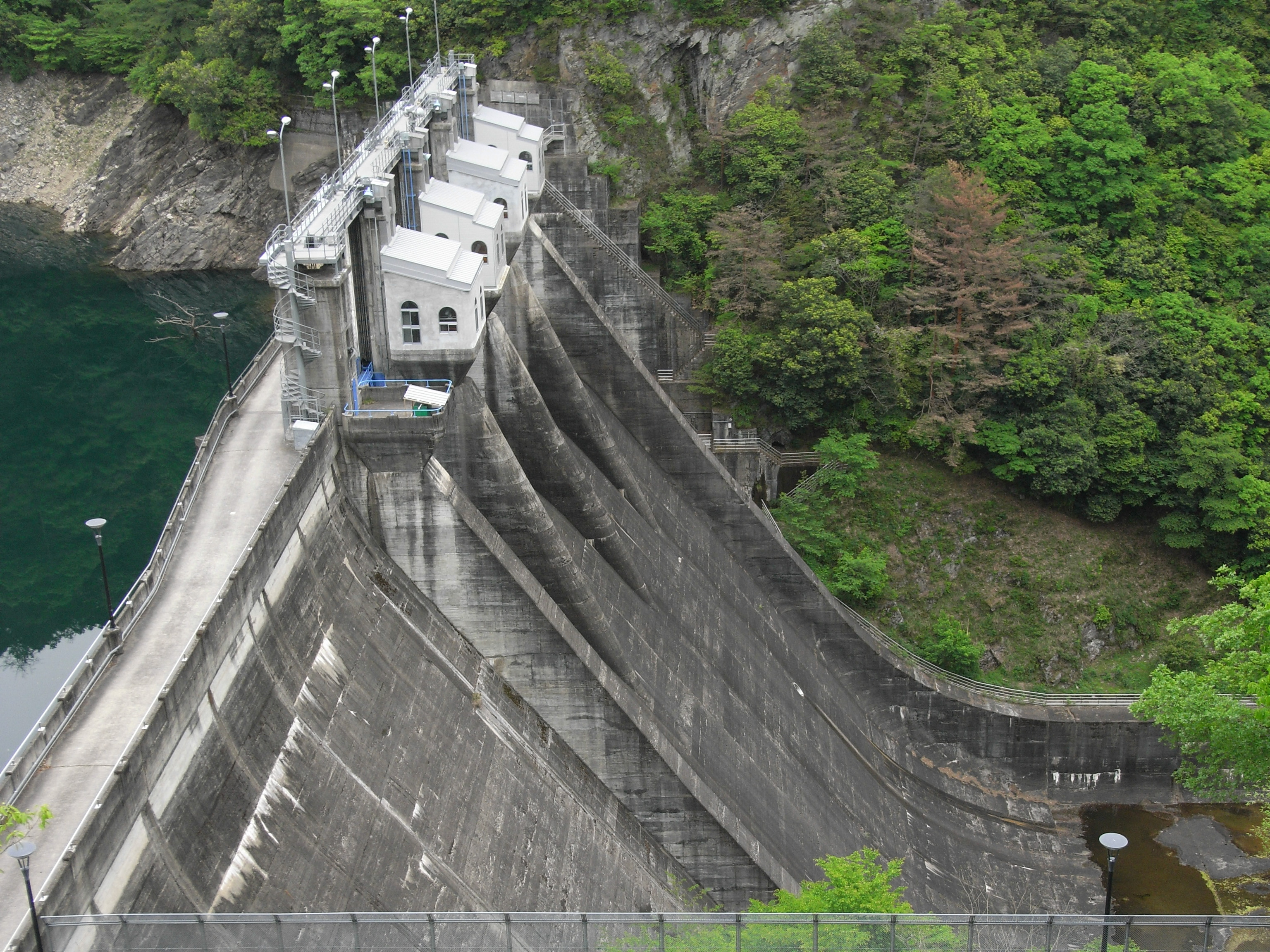
宇摩地域の悲願を叶えた銅山川分水の水源・柳瀬ダム

瀬戸内海気候であり、中小河川しか存在しない宇摩地域は古くから水不足に悩まされる地域であり、水の豊富な銅山川から用水を引くことは夢であり、悲願であった。安政年間から旧江戸幕府・明治政府への陳情を繰り返し、大正時代後期には具体的な対策して銅山川にダムを建設して法皇山脈を貫き宇摩地域に導水する「銅山川分水」計画が浮かび上がった。だが別子銅山鉱毒事件や下流徳島県の反対によって計画は着手に至らなかった。特に徳島県の反対が最大の難問であり、吉野川下流の慣行水利権を有する徳島県は県議会によって銅山川分水反対決議案を全会一致で採択するなど、事業者である愛媛県との対立は容易に解決しなかった。これに対して当時の河川行政を管轄していた内務省は両県の仲裁に入り、発電事業の撤退と慣行水利権分の水量を放流するという折衷案を呈示し、遂に徳島県も妥協して銅山川分水に合意した。
戦後、愛媛県は銅山川分水の早期完成を目指し銅山川中流部に柳瀬ダムの建設に着手したが、1948年（昭和23年）のジェーン台風によって銅山川が計画を上回る洪水を記録したため治水計画を再検討、事業を建設省中国四国地方建設局（現在の国土交通省四国地方整備局）に移管させた上で1953年（昭和28年）に完成させ、同時に銅山川分水も仮通水し宇摩地域の悲願であった銅山川分水は遂に完成したのである。この頃全国的には水害による被害が極めて多く、敗戦で混乱する日本経済にさらに打撃を与えていた。水害が経済復興の阻害要因となることを恐れた内閣経済安定本部は1949年（昭和24年）、利根川・淀川・木曽川・北上川など全国12の主要水系に対して「河川改訂改修計画」を策定、アメリカのTVA方式による多目的ダム中心の大規模河川総合開発事業を推進し、洪水調節のほか食糧増産のためのかんがい整備、電力需要確保のための電力開発を企図した。
吉野川水系もこの対象水系に選定された。1952年（昭和27年）経済安定本部は河川行政を管轄する建設省を始め電力事業に参入する電源開発・四国電力、そして愛媛・徳島・香川・高知の四国四県で組織する「四国地方総合開発審議会」を結成し、同年吉野川総合開発計画を発表した。この中で吉野川本流に早明浦ダム、小歩危ダムの二大ダムを建設するほか、穴内川と銅山川に多目的ダムを建設して吉野川の治水と宇摩地域へのかんがい強化、そして水力発電の強化を目指したが、銅山川には柳瀬ダムを上回る規模の多目的ダムが計画された。これが新宮ダムの前身となる岩戸ダム（いわとダム）計画である。

### 岩戸ダム計画
岩戸ダム計画は銅山川が伊予川と呼ばれる流域、徳島県三好郡山城町（現・三好市山城町岩戸）、吉野川合流点から約2.0キロメートル上流の賢見温泉付近に建設が予定されていたダム計画である。経済安定本部が呈示した原案では高さ136.0メートル、総貯水容量は約2億8,900万トンと現在の早明浦ダムに匹敵する大規模なダム計画であった。ダムの目的は洪水調節とかんがい、水力発電である。洪水調節については上流の柳瀬ダムと連携しダム地点において毎秒2,000トンの流量を毎秒1,060トンカットし、下流には毎秒940トンを放流する。かんがいについては小歩危に建設される小歩危ダムとの間で連絡水路を建設し、法皇山脈を貫いて宇摩郡に導水する。また水力発電では銅山川第三発電所を建設して柳瀬ダムの発電能力を増強させる。
だが水没対象が現在の新宮ダム直下流まで及び、愛媛・徳島両県に及ぶことから計画は縮小方向で修正された。すなわち経済安定本部修正第二案では高さ116.0メートル、総貯水容量約1億6,300万トンに縮小され、さらに電源開発案では岩戸ダムの水没物件を減らすため、岩戸ダム地点よりも上流の山城町大野に高さ65.0メートル、総貯水容量4千150万トンの大野ダムを建設して水没物件を可能な限り抑える方針とした。だが、水利権を巡って徳島県が必要以上の水量を愛媛県や香川県に供給することに対して猛烈に反発。協議は暗礁に乗り上げこれを嫌った四国電力が審議会を離脱、吉野川総合開発計画は早明浦・小歩危（後に中止）・池田の三ダム建設に絞られ岩戸ダム計画は立ち消えとなった。

## 目的

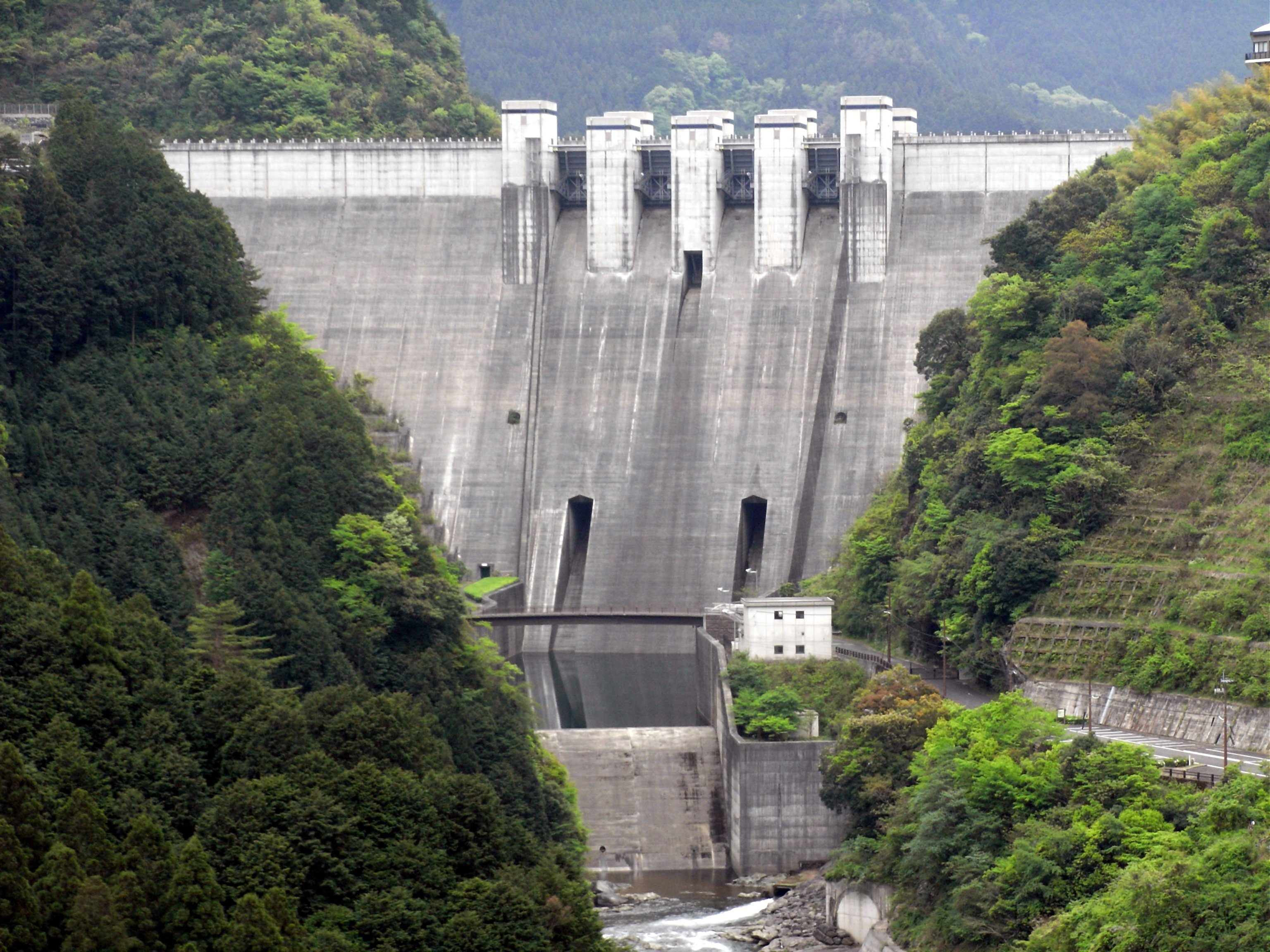
銅山川上流部に建設された富郷ダム。吉野川総合開発のアンカーでもある。

その後1960年代に入り、宇摩地域は新居浜市の住友グループによる工場群や川之江市のパルプ工場などが建設され、次第に工業用水の需要が増大した。また新規農地開発によってさらなる農業用水の需要も高まり、新規の水資源開発が求められた。1965年（昭和40年）に吉野川水系は吉野川水系水資源開発基本計画が定められ、水資源開発公団による総合的な河川開発が計画された。この中で銅山川については旧岩戸ダムより規模を小さくし、かつ上流部の新宮村馬立地先に多目的ダムを建設して銅山川の治水と銅山川分水の増強、そして水力発電による電力供給の確保を目指した。こうして1969年（昭和44年）に新宮ダムの計画が発表され、100戸の住居が水没するという犠牲を払って1975年（昭和50年）にダムは完成した。この年は早明浦ダム・池田ダム・香川用水といった四国の重要な水資源施設が相次いで完成しているが、新宮ダムも銅山川分水を拡大した愛媛分水の水がめとして法皇山脈を貫く分水トンネルと共に完成した。
目的は洪水調節、かんがい、工業用水道供給、水力発電の四つである。洪水調節については銅山川と吉野川中・下流を対象としてダム地点で毎秒1,600トンの流量を毎秒400トンカットして下流には毎秒1,200トンを放流する。かんがいについては四国中央市川之江地区の農地650ヘクタールに最大毎秒0.490トンの農業用水を愛媛分水を通じて供給する。工業用水道については四国中央市川之江・伊予三島地域の工場群51施設に対して日量で283,000トンを供給。そして水力発電については愛媛県営の銅山川第三発電所において常時3,900キロワット、最大11,700キロワットの電力を発電、上流の銅山川第一・第二発電所と共に電源地帯を形成している。
その後銅山川では2000年（平成12年）に富郷ダムが完成し、これによって1952年以来48年の歳月を掛けた吉野川総合開発計画は完了したのである。なお、吉野川水系ダム群（早明浦・池田・柳瀬・新宮・富郷）は池田ダム傍にある国土交通省吉野川ダム統合管理事務所において効率的な運用が行われている。

## アクセス
JR伊予三島駅前バス停より、せとうちバス・新宮または霧の森行きで42分、新宮ダムで下車後、徒歩15分。
新宮ダムへは高知自動車道・新宮インターチェンジ下車後高知県道・愛媛県道5号川之江大豊線（土佐北街道）を北上して国道319号を左折し、直進すると到着する。またダム直下流へは国道319号のバス停「新宮ダム口」から左折し直進、高知自動車道・銅山川橋をくぐると間も無く到着する。大歩危・小歩危・池田方面からは国道32号から川口交差点を曲がり、国道319号を直進すると到着する。さらに上流に進むと柳瀬ダム・富郷ダム・別子ダムがある。
ダム完成後、銅山川流域を縫って走る国道319号の整備も行われ、法皇山脈を貫いて堀切トンネルが建設され国道192号と繋がり、川之江・伊予三島方面と銅山川流域のアクセスが格段に向上した。しかしながら、堀切トンネルからダム下流3キロメートル地点の影井堰区間は片側1車線で整備されているが、影井堰 - 三好市山城町大野区間は未整備のままであり、車1台が通行できる隘路となっておりすれ違い困難な区間でもある。連続雨量による制限があり災害時には大きな支障を生じるため、早期の改善が望まれている。堀切トンネル - 柳瀬ダム - 金砂湖・平野橋区間も同様の隘路となっている。